# 阪神5231形電車
阪神5231形電車（はんしん5231がたでんしゃ）は、阪神電気鉄道がかつて所有していた各駅停車用の通勤形電車である。旧型車の置き換えと輸送力の増強を目的に1961年から1963年にかけて24両が製造された。

## 経済版ジェットカー
ジェットカーの先行試作車5001形（初代）と量産車5101形・5201形の登場により、1960年9月のダイヤ改正から昼間時の本線の普通はすべて「ジェットカー」での運行となった。また、この時点までに普通用の小型車のうち、車体長の短い1001形と阪神初の鋼製車601形が廃車となった。
小型車へのジェットカーへの置き換えは進んでいたが、1101系各形式は当時40両前後が残存しており、阪神の新設軌道各線（本線・西大阪線・武庫川線等）は1968年に予定されている神戸高速鉄道への乗り入れと、それに伴う山陽電気鉄道との相互直通運転と架線電圧の直流600 Vから1,500 Vへの昇圧までに現存の小型車を置き換えて車両の大型化と輸送力の増強を図ることが求められていたことから、5201形をベースに1,500V昇圧に対応し製造時のコストダウンを図った5231形を新造することとなった。
5231形は1961年12月から1963年3月にかけて5231, 5232, 5239 - 5244の8両が日本車輌製造で、5233 - 5238, 5249 - 5254の12両が汽車製造で、5245 - 5248の4両が川崎車輌でそれぞれ製造された。

## 構造
基本仕様は5201形を踏襲するが、昇圧即応の複電圧車となった。駆動方式は中空軸平行カルダン駆動方式となり、台車は空気ばねからコイルばねに変更された。3601・3701形の普通車版である。

### 車体
車体は5201形同様、全長約18.8 m、車体幅 2.8mで裾部分もRのついたタイプであるが、屋根肩のRが400 mmと他形式より大きい分だけ側板から屋根のカーブにかかる位置が低く、他形式と連結されると凹凸がよく目立った。客用扉は普通系車両標準の幅1,400 mmの両開き扉を継承し、ドア間の3枚窓も5201形を引き継ぐ連続窓風の窓柱の細いタイプであった。
正面のデザインも5201形（鋼製車）を引き継いだ貫通扉つきの正面3枚窓で、左右の窓上に前照灯を、左右裾部には尾灯を取り付け、左右の窓の外側には雨樋が露出した状態で取り付けられており、車掌台側の雨樋の横には屋根上へのステップが取り付けられていた。
内装はロングシートで変更はないが、内張りに薄緑色のメラミン化粧板が採用された。5249以降は妻面が切妻状に変更されている。

### 主要機器
台車は5201形までの空気ばね台車から金属ばね台車となり、住友金属工業FS-343を装着、車輪径はジェットカー標準の762 mm小径車輪である。
歯車比は74:13 (5.69) で、主電動機は出力75 kWの東洋電機製造製TDK-814-Bを4基搭載、制御器は昇圧対応の東芝製MM-12-Aを採用したほか、駆動装置もそれまでの直角カルダン駆動から中空軸平行カルダンに変更された。パンタグラフは奇数車・偶数車のいずれも運転台寄りに1基搭載した。

## 運用
5231形の増備とともに普通運用から離脱した1101形各形式は、他社譲渡および事業用車の151形への改造により全廃となった。
登場直後は高加減速性能をフルに活かしたダイヤを組み、全線通しの特急と西宮折り返しの急行も含めた10分ヘッドのダイヤの中で梅田 - 元町間を47分30秒で走破した。また、休日ダイヤの臨時準急にも充当されたことがある。当初は2両編成を中心に運用されていたが、1963年2月のダイヤ改正では12分ヘッドとなったことから、ラッシュ時を中心に5101, 5201の両形式を1両増結した3両編成を組成するようになった。
1963年12月のダイヤ改正では、本線の普通が全てジェットカーでの運用となった。夜間を除いて普通の3連運行を実施、夕ラッシュ終了後、車庫最寄りの尼崎または新在家（増解結は高架化による車庫移転後は御影に変更）の両駅で1両を解放、その後は2連で運行した。1964年からは西大阪線にも2両編成で入線した。
1967年11月の昇圧時には、当初の計画どおり主回路を直列に接続して2両のうち片方を低圧車、もう片方を高圧車とする「おしどり方式」による親子車両として2両ユニット化されるとともに、中間連結器が棒連結器に交換された。
昇圧後の5231形は2両固定編成となり、1969年頃には朝ラッシュ時は4両編成、日中から夕方は3両編成、夜間は2両編成とする増解結運用が実施された。4連で出庫して朝ラッシュ運用に充当後、尼崎で1両解放、夕ラッシュ終了後は再び尼崎または御影で1両解放して2両編成で運行した。1977年に登場した5001形（2代）の増備後は、早朝深夜が2両、その他の時間帯が4両での運転に簡素化された。
普通系車両の冷房化率が向上すると、5231形は阪神で最後の非冷房車となった。5231形は使用年数と今後の耐用年数および在籍車両数を勘案して冷房改造を実施せず、代替車の新造による置き換え対象となった。5231形は1981年から1983年にかけて順次廃車となり、台車・主電動機は代替新造された回生ブレーキ付き電機子チョッパ制御車の5131形・5331形に転用された。
1983年4月7日に5249 - 5252の4両が廃車となり形式消滅した。5231形が全廃されたことで阪神は日本の大手私鉄では初めて全営業用車両が冷房車となった。

## 譲渡車

### 京福電気鉄道（福井支社）

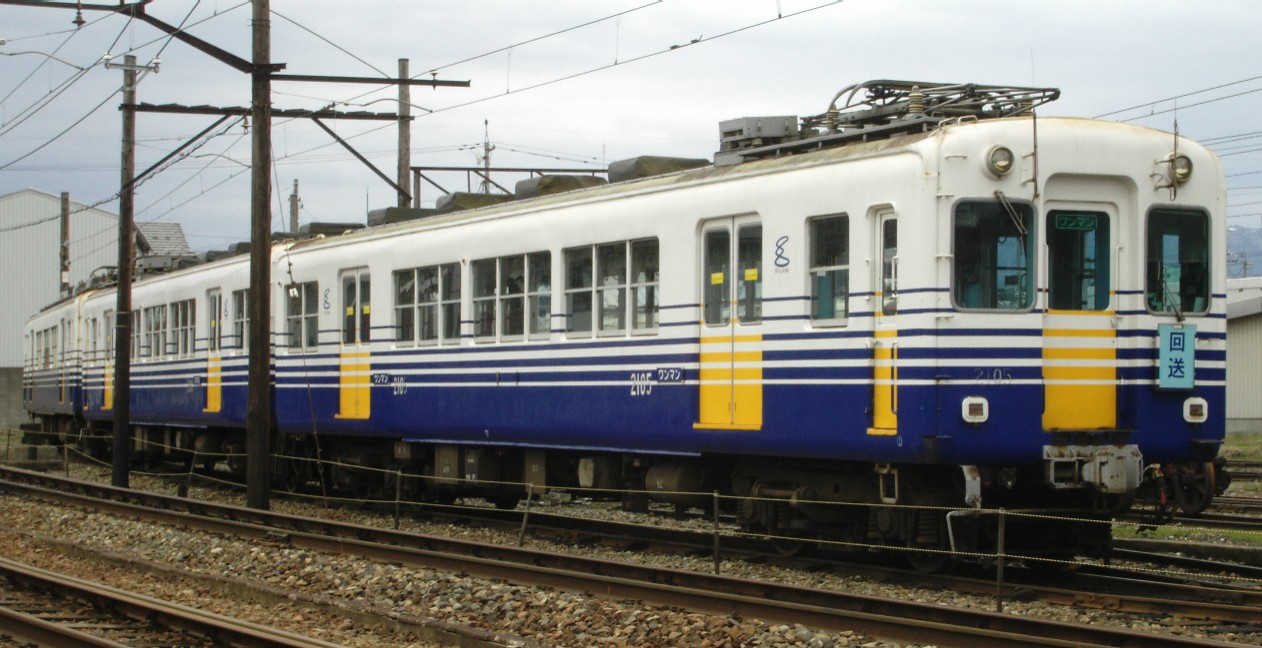
えちぜん鉄道MC2101形

5231 - 5240と5249 - 5254の車体が京福電気鉄道福井支社（後のえちぜん鉄道）に譲渡され、同社のモハ2101形となった。

### 高松琴平電気鉄道

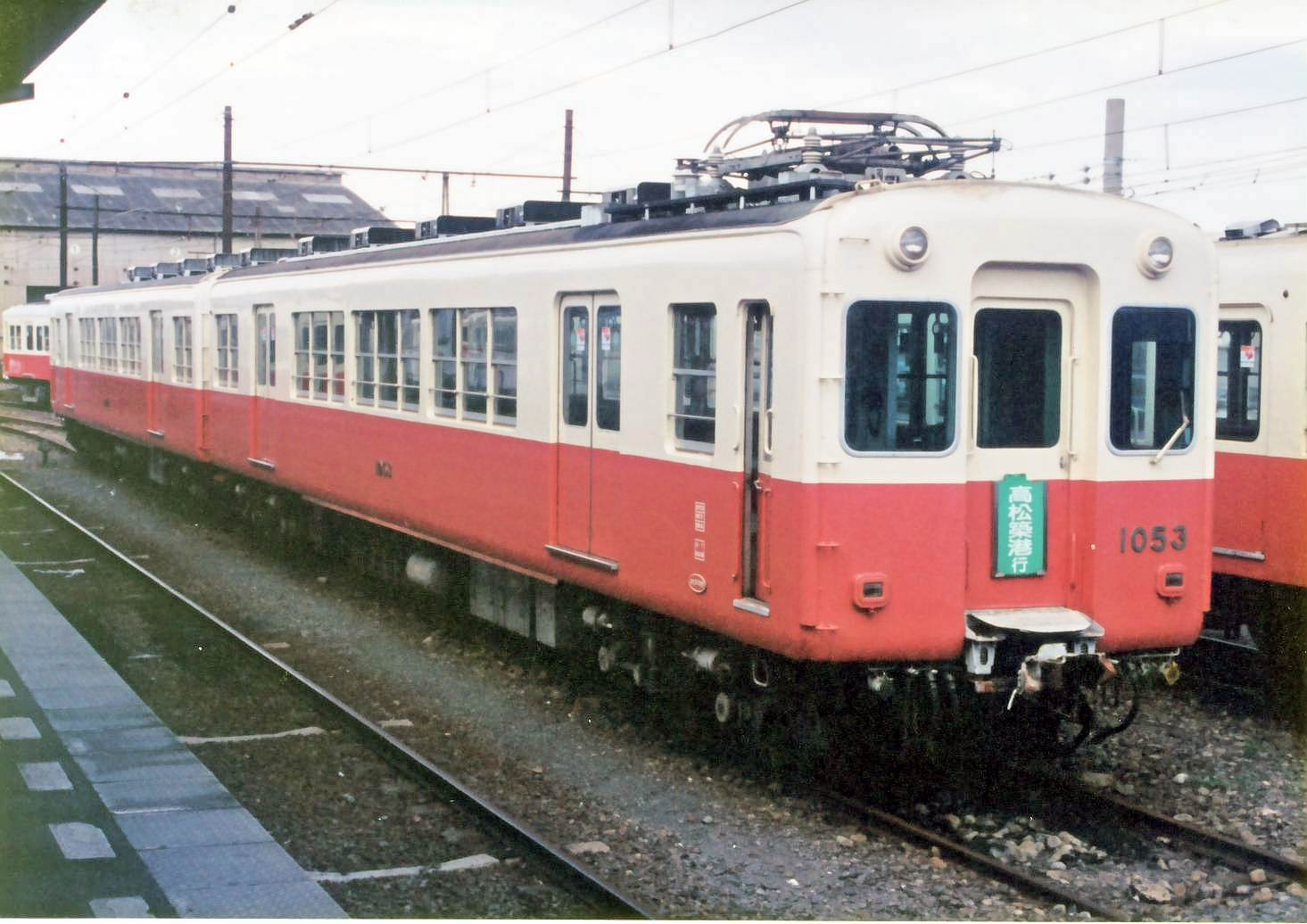
高松琴平電鉄1053形（仏生山駅）

5243, 5244の車体が高松琴平電気鉄道に譲渡されて、同社の1053形となった。

## 注・出典
1. ↑  製造年月は5231, 5232が1961年12月、5233 - 5248が1962年10月、5249 - 5254が1963年4月。
2. 1 2 3 4  塩田勝三・諸河久『日本の私鉄5 阪神』保育社、1989年。115頁。
3. 1 2 3  塩田勝三・諸河久『日本の私鉄5 阪神』保育社、1989年。116頁。
4. 1 2  飯島巌・小林庄三・井上広和『復刻版 私鉄の車両21 阪神電気鉄道』ネコ・パブリッシング、2002年（原著1986年、保育社）。99頁。
5. ↑  ただし、この時点では冷房電源の関係上、冷房の使用できない3301型の単行運用が残存していた（翌1984年に解消）。